# Wilkingia
Wilkingia is een geslacht van uitgestorven tweekleppigen, dat leefde van het Vroeg-Carboon tot het Perm.

## Beschrijving
Deze tweekleppige had een dunne schelp, waarvan de kleppen bedekt waren met concentrische ribbels, doorgaans het duidelijkst in de middenbaan, met een lange en afgeronde achterrand en een dicht bij de voorrand liggende wervel. De bij sommige soorten bijna gladde voor- en achterranden bevatten zeer fijne pukkeltjes, die waren gerangschikt in radiaire rijen. Het slot bezat geen tanden, maar wel een korte lijst voor het ligament (elastische band, die op de plaats van het slot de twee schelpkleppen bij elkaar houdt). De lengte van de schelp bedroeg ongeveer 3 centimeter.

## Leefwijze
Dit geslacht bewoonde ondiepe zeeën, ingegraven in zachte sedimenten.